# Färber-Scharte
Die Färber-Scharte (Serratula tinctoria) ist eine Pflanzenart aus der Gattung Scharten in der Unterfamilie Carduoideae innerhalb der Familie der Korbblütler (Asteraceae).

## Beschreibung

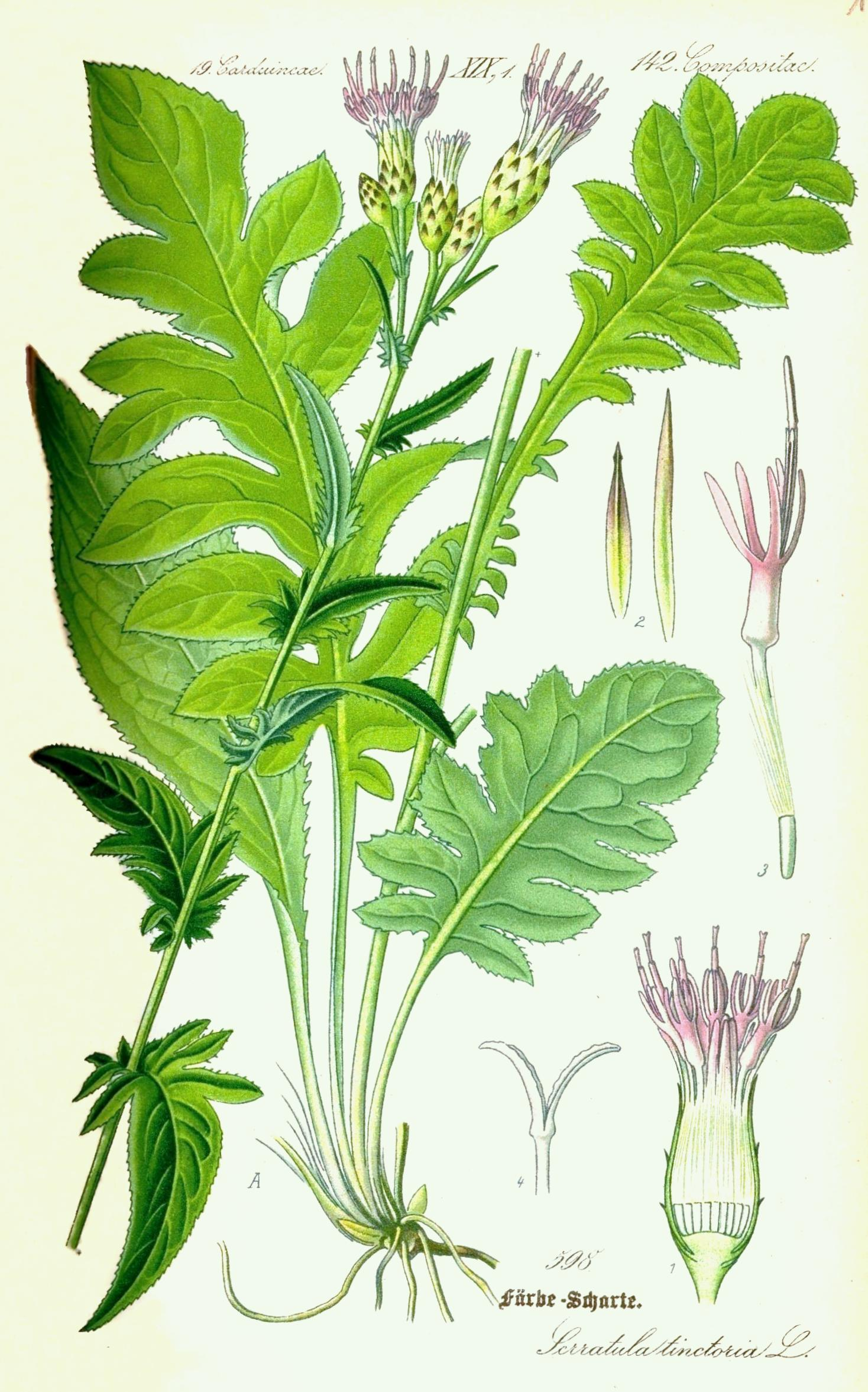
Illustration aus Prof. Dr. Otto Wilhelm Thomé: Flora von Deutschland, Österreich und der Schweiz, Gera, 1885

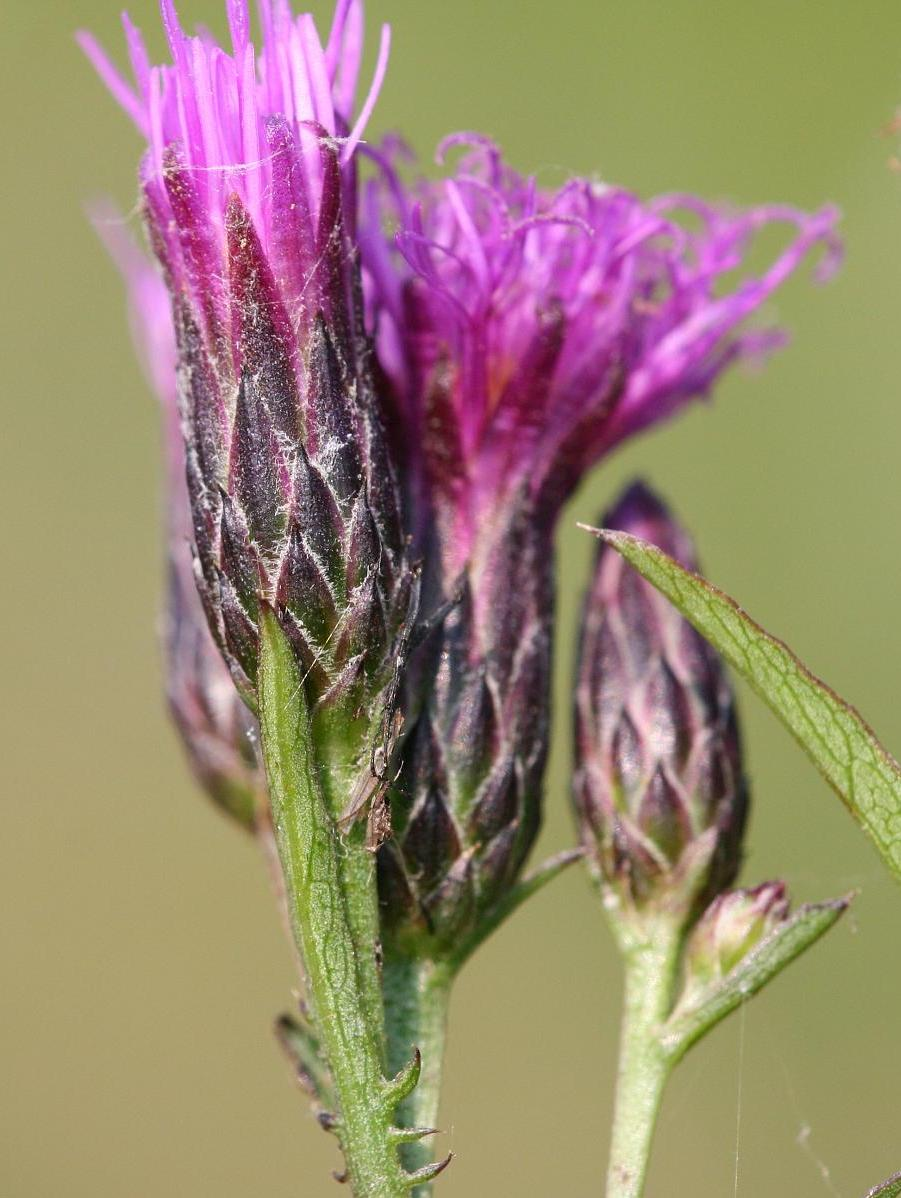
Blütenkörbe

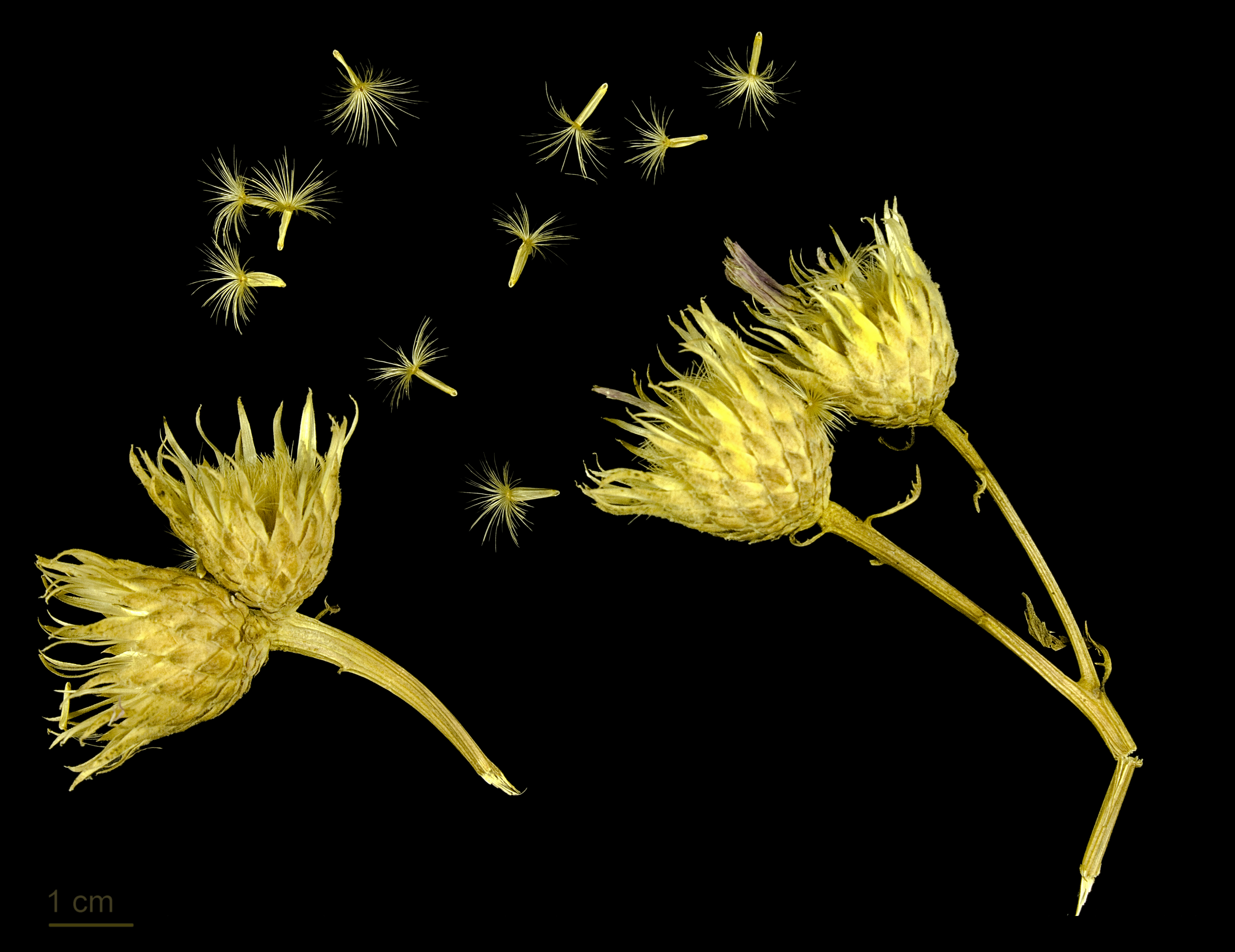
Fruchtkörbchen und Früchte

### Vegetative Merkmale
Die Färber-Scharte wächst als ausdauernde krautige Pflanze und erreicht Wuchshöhen von 30 bis 100 Zentimetern. Sie besitzt einen kurzen, dicken, knotigen, walzenförmigen „Wurzelstock“. Der aufrechte Stängel ist kantig, kahl, glänzend, nur im oberen Teil verzweigt.
Der Stängel ist bis zum oberen Ende wechselständig beblättert. Die unteren Blattspreiten sind eiförmig bis lanzettlich und gestielt, die mittleren und oberen kurz oder nicht gestielt und leierförmig fiederspaltig, meist mit größerem Endabschnitt. Der Blattrand ist scharf und klein gesägt. Die seitlichen Blattabschnitte sind lanzettlich.

### Generative Merkmale
Die Blütezeit reicht von Juli bis September. Die körbchenförmigen Teilblütenstände stehen oft in einem doldenartig abgeflachten, rispigen Gesamtblütenstand zusammen. Die Blütenkörbe sind bei einer Höhe von 15 bis 20 Millimetern sowie einem Durchmesser von 6 bis 12 Millimetern walzenförmig. Die Hülle ist bei einer Höhe von etwa 15 Millimetern sowie einem Durchmesser von etwa 8 Millimetern zylindrisch und glockenförmig. Die eiförmig-lanzettlichen Hüllblätter sind grün, aber oft violett überlaufen, und meist mit einer schwärzlichen Stachelspitze; Anhängsel fehlen; sie sind am Rand flaumig bewimpert und dachziegelig angeordnet.
Der Blütenkorb enthält nur Röhrenblüten. Die röhrig verwachsenen Kronblätter sind purpurfarben, selten weiß. Die Röhrenblüten sind zwittrig oder weiblich. Die zwittrigen Blüten haben bläuliche Staubbeutel.
Die Achänen sind länglich-lanzettlich, grünlich und kahl. Ihr Pappus ist schmutzig-weiß bis stroh-gelb.
Die Chromosomenzahl beträgt 2n = 22 für die beiden Unterarten Serratula tinctoria subsp. tinctoria und Serratula tinctoria subsp. monticola.

## Ökologie
Blütenbesucher sind Hummeln, Tagfalter, Schwebfliegen und Fliegen.

## Vorkommen und Gefährdungsstatus
Die Färber-Scharte kommt in Europa von Portugal bis in den westlichen europäischen Teil Russlands, in der Türkei, auf Zypern und in Algerien vor.
Die Färber-Scharte wächst in Mitteleuropa auf halbschattigen bis halbsonnigen Standorten auf Moorwiesen, in offenen Wäldern und auf Hochstaudenfluren mit mageren Böden. Sie gedeiht auf feuchten-wechseltrockenen, mäßig nährstoffreichen, basenreichen, mäßig-sauren bis milden, modrig-humosen, mittel- bis tiefgründigen Lehm- oder Tonböden, auch auf Torf. Sie ist eine Charakterart des Verbands Molinion, kommt aber auch in wechseltrockenen Pflanzengesellschaften der Verbände Mesobromion, Violion, Carpinion oder Potentillo-Quercion petraeae vor.
Im deutschsprachigen Raum ist vorwiegend die Unterart Serratula tinctoria subsp. tinctoria verbreitet. Die Unterart Serratula tinctoria subsp. monticola ist hier nur in der Schweiz einheimisch (Alpen), sie wurde mehrfach irrtümlich für Deutschland angegeben. Die Nominatform gilt in Deutschland als „gefährdet“.

## Systematik

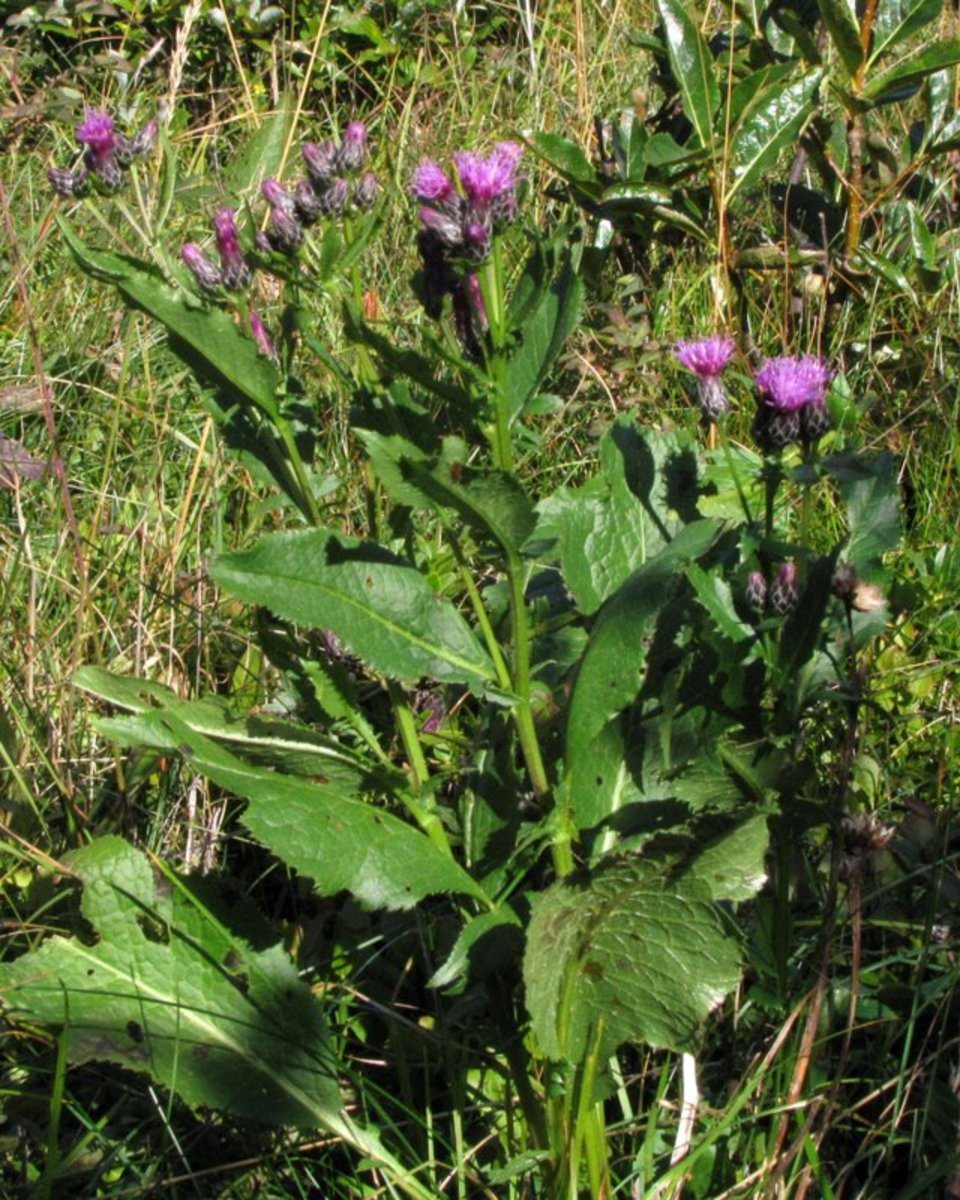
Großköpfige Färber-Scharte (Serratula tinctoria subsp. monticola)

Die Erstveröffentlichung von Serratula tinctoria erfolgte 1753 durch Carl von Linné in Species Plantarum, Tomus II, S. 816.
Je nach Autor gibt es etwa drei Unterarten, die taxonomische Bewertung der Unterart Serratula tinctoria subsp. monticola ist jedoch umstritten:
- Gewöhnliche Färber-Scharte (Serratula tinctoria L. subsp. tinctoria): Die Pflanzenexemplare erreichen Wuchshöhen von bis zu 100 Zentimetern. Die 5 bis 8 Millimeter „dicken“ Blütenkörbe sind einander nicht genähert. Die äußeren Hüllblätter sind schmaler als 2 Millimeter.[5] Diese Unterart ist eurosibirisch verbreitet und manchmal vergesellschaftet mit Polei-Minze, Gottes-Gnadenkraut oder Sommer-Knotenblume. Sie ist in Mitteleuropa eine Charakterart des Verbands Molinion.[2] Sie besiedelt offene Wälder sowie Ried- und Feuchtwiesen der collinen bis montanen Höhenstufe. Die ökologischen Zeigerwerte nach Landolt et al. 2010 sind für diese Unterart in der Schweiz: Feuchtezahl F = 3+w+ (feucht aber stark wechselnd), Lichtzahl L = 4 (hell), Reaktionszahl R = 4 (neutral bis basisch), Temperaturzahl T = 3+ (unter-montan und ober-kollin), Nährstoffzahl N = 2 (nährstoffarm), Kontinentalitätszahl K = 4 (subkontinental).[6]

- Großköpfige Färber-Scharte (Serratula tinctoria subsp. monticola (Boreau) Berher, Syn.: Serratula tinctoria subsp. macrocephala (Bertol.) Wilczek & Schinz, Serratula macrocephala Bertol., Serratula vulpii Fisch.-Oost.):[3] Die Pflanzenexemplare überschreiten selten Wuchshöhen von 40 Zentimetern. Die 6 bis 12 Millimeter „dicken“ Blütenkörbe sind häufig einander genähert. Die äußeren Hüllblätter sind 2 bis 2,5 Millimeter lang.[7] Diese Unterart ist in Mittel- und Südosteuropa verbreitet und kommt an sonnigen Standorten in offenen Wäldern oder an Berghängen der subalpinen, gelegentlich alpinen Höhenstufe vor. Sie kommt in Mitteleuropa in Höhenlagen von 1600 bis 2400 Metern vor.[1][8]

- Serratula tinctoria subsp. seoanei (Willk.) M.Laínz: Sie kommt auf der Iberischen Halbinsel und in Frankreich vor.[3]

## Nutzung
Die Färberscharte wurde als Färberpflanze verwendet, wobei sich der Farbstoff Serratulin vor allem im Blatt befindet. Die erzeugte Farbe war das leicht grünliche sogenannte „Schüttgelb“. Mit Indigo gemischt wurden grüne Farbtöne erzeugt.
Früher gehörte die Färber-Scharte zu den „offizinellen Pflanzen“, Kraut und Wurzeln wurden als Herba et Radix Serratulae bei Geschwüren, Hämorrhoiden und Brüchen äußerlich verwendet.